# رگلا تورس
رگلا تورس (به اسپانیایی: Regla Torres) (زاده ۱۲ فوریه ۱۹۷۵ در هاوانا) بازیکن والیبال اهل کوبا، عضو تیم ملی والیبال زنان کوبا از سال ۱۹۹۱ تا ۲۰۰۳ است. رگلا از ستاره‌های ورزشی کوبا و یکی از بهترین بازیکن‌های والیبال زنان به شمار می‌آید، در سال ۲۰۰۱ از طرف اف‌آی‌وی‌بی جایزه بهترین بازیکن قرن بیستم را دریافت کرد و عضو تالار مشاهیر والیبال شد. رگلا تورس در سن ۸ سالگی به توصیه مادر خود، والیبال را آغاز نمود و در سال ۱۹۹۱ در سن ۱۶ سالگی، او اولین مدال طلای بین‌المللی خود را با حضور در ترکیب تیم ملی نوجوانان کوبا در بازی‌های پان امریکن به دست آورد. او پس از یک سال حضور خود در ترکیب تیم ملی بزرگسالان کوبا توانست مدال طلا المپیک ۱۹۹۲ را به گردن آویزد او همچنین در المپیک ۱۹۹۶ و المپیک ۲۰۰۰ نیز از بازیکن‌های مواثر تیم ملی کوبا بود و در این دو المپیک نیز به همراه دیگر بازیکن‌ها مدال طلا را به دست آورد. مدال طلا قهرمانی جهان ۱۹۹۴ و ۱۹۹۸ برزیل نیز از دیگر افتخارات مهم او به شمار می‌رود. سه طلا جام جهانی، دو طلا جایزه بزرگ جهان و یک طلا جام بزرگ قهرمانان جهان از دیگر دست‌آوردهای او در رده ملی است.

## باشگاه‌ها
| تیم                | از        | تا        |
| ------------------ | --------- | --------- |
| کوبا سیوداد هاوانا | ۱۹۹۱–۱۹۹۲ | ۱۹۹۶–۱۹۹۷ |
| ایتالیا مودنا      | ۱۹۹۷–۱۹۹۸ | ۱۹۹۷–۱۹۹۸ |
| ایتالیا سیریو پروس | ۱۹۹۸–۱۹۹۹ | ۱۹۹۹–۲۰۰۰ |
| کوبا سیوداد هاوانا | ۲۰۰۰–۲۰۰۱ | ۲۰۰۴–۲۰۰۵ |
| ایتالیا پادووا     | ۲۰۰۵–۲۰۰۶ | ۲۰۰۵–۲۰۰۶ |

## دست‌آوردها

### جوایز فردی
- بهترین اسپکر المپیک ۲۰۰۰
- باارزشترین بازیکن قهرمانی جهان ۱۹۹۸
- بهترین مدافع میانی قهرمانی جهان ۱۹۹۸
- باارزشترین بازیکن قهرمانی جهان ۱۹۹۴
- بهترین مدافع میانی قهرمانی جهان ۱۹۹۴